# Yuko (band)
Yuko is een Belgische band rond zanger/gitarist Kristof Deneijs.
Het debuutalbum 'For times when ears are sore' verscheen in 2008 Na het tweede album bleven van de originele line-up enkel Deneijs en drumster Karen Willems over. Gitarist Jasper Maekelberg en bassist Thomas Mortier werden vervolgens de nieuwe leden.
De band speelde meermaals op Pukkelpop. In 2016 en 2017 tourde de band met de voorstelling Cher Ami, waarbij ze muziek spelen bij drie stille tekenfilms met het verhaal van een olifant, een baviaan en een bullterriër in de Eerste Wereldoorlog, tekenfilms getekend door Ivan Adriaenssens, Roman Klochkov en Gustavo Garcia.

## Discografie
- Ten Years of Staring Back (2018)
- Cher Ami (2016)
- Long Sleeves Cause Accidents (2014)
- As if we were dancin (2011)
- For Times When Ears Are Sore (2008)